# Monștri pe roți
Monștri pe roți (titlu original: Monster Trucks) este un film de animație și comedie din anul 2016 produs de studioul Paramount Animation. A fost regizat de Chris Wedge. Vocile au fost asigurate de Thomas Lennon, Rob Lowe, Lucas Till, Jane Levy, Danny Glover și Barry Pepper.

## Distribuție
- Lucas Till[6] - Tripp Coley
- Jane Levy[6] - Meredith
- Amy Ryan[7] - Cynthia "Cindy" Coley
- Rob Lowe[8] - Reece Tenneson
- Danny Glover[9] - Mr. Weathers
- Barry Pepper[10] - Sheriff Richard "Rick" Lovick,[11]
- Holt McCallany[12] - Burke
- Frank Whaley[9] - Wade Coley
- Thomas Lennon[13] - Dr. Jim Dowd
- Tucker Albrizzi[14] - Sam Geldon
- Samara Weaving as Brianne
- Daniel Bacon as Technician